# 長崎時事新聞
長崎時事新聞（ながさきじじしんぶん）はかつて長崎県佐世保市に本社を置き発行されていた日刊ローカル紙。戦後、九州時事、長崎時事などと改題し、長崎県内各地に支局網を敷き、長崎市への進出をはかるが、1968年7月「長崎新聞」に吸収合併され廃刊。

## 歴史
- 1904年　「佐世保軍港新聞」を創刊
- 1913年　「軍港新聞」に改題
- 1942年4月1日 「長崎日日新聞」「長崎民友新聞」「島原新聞」と国策の一県一紙令で合併。「長崎日報」が発足[1]
- 1945年7月　「長崎新聞」に改題
- 1946年12月9日　戦時合併を解消。長崎日日新聞、長崎民友新聞、佐世保時事新聞、新島原に分裂
- 1953年　「九州時事新聞」に改題
- 1961年　「長崎時事新聞」に改題
- 1968年7月 「長崎新聞」に吸収合併

## 関係する人物
- 中田正輔 - 佐世保軍港新聞時代の記者、軍港新聞主筆。戦後、佐世保市長を務めた。